# جوروتا كوسوغي
جوروتا كوسوغي (小杉十郎太 كوسوغي جوروتا) هو مؤدي أصوات ياباني ولد في 19 ديسمبر 1957 في يوكوهاما.

## أدواره في الأنمي

### مسلسلات أنمي تلفزيونية
- ناروتو - أسوما ساروتوبي
- ناروتو شيبودن - أسوما ساروتوبي
- ون بيس - أرلونغ
- بوبوبو-بو بو-بوبو - جاي
- أوتينا فتاة الثورة - أكيو أوتوري
- أمير التنس - تارو ساكاكي
- سفينة الفضاء ناديشيكو - غوت هوري
- بلد+ - ديفيد
- خادم الصفر: رقصة الأميرات - جوزيف
- خادم الصفر F - جوزيف
- هاياتي نو غوتوكو - تاما
- تنجن توبا جورين لاجان - والد كامينا
- حكايات أشباح المدرسة - بيتهوفن
- غانكوتسوؤو - اللواء فيرنان دو مورسير
- نزيل الظلام - الراوي، الكونت
- إسكافلوني السماء - درايدن
- عندما تبكي النوارس - كراوس أوشيروميا
- شعلة ريكا - ريشين، أوكا
- تايغر آند باني - ليجند
- الأرجوحة الطائرة - إيسكي نومورا
- حفيد نوراريهيون: عاصمة العفاريت - تسوتشيغومو
- النجم المحظوظ - الرئيس تاكاهاشي
- إيوريكا سفن - تشارلز بيمز
- أغنية حب طيار - لويس دي أديلكون
- هاجيمي نو إيبو Rising - رالف أندرسون
- ساموراي فلامنكو - جوجي كانامي
- سأتحول إلى فتاة تسريحة الذيلين! - كراكنغيلدي
- كايتو جوكر - بروفسور كلوفر
- إندماج الديجيمون - أكس نايتمون

### أوفا أنمي
- مغامرة جوجو الغريبة - جوتارو كوجو
- ليريا - غلين
- كوبرا ذي أنيميشن: تايم درايف - مانيدو

### أفلام أنمي
- أوتينا فتاة الثورة - أكيو أوتوري
- سفينة الفضاء ناديشيكو The prince of darkness - غوت هوري
- فيلم ناروتو شيبودن: إرادة النار - أسوما ساروتوبي

## أدواره في ألعاب الفيديو
- كينجدوم هارتس - طرزان
- تيلز أوف ليجنديا - فاكلاف بولاد
- تيلز أوف فيسبيريا - ألكسي دينويا
- ناروتو شيبودن: ألتيميت نينجا ستورم ريفولوشن - أسوما ساروتوبي
- ناروتو شيبودن: ألتيميت نينجا ستورم 4 - أسوما ساروتوبي
- مغامرة جوجو الغريبة: آيز أوف هيفن - نوريسكي هيغاشيكاتا

## أدواره في الدبلجة اليابانية
- ترانسفورمرز أنيميتد - ماستر ديزاستر
- كازينو رويال - جيمس بوند
- كم من العزاء - جيمس بوند
- بيرسي جاكسون والأوليمبونس: لص البرق - بوسايدون

## وصلات خارجية
- جوروتا كوسوغي على موقع IMDb (الإنجليزية)
- جوروتا كوسوغي على موقع ألو سيني (الفرنسية)
- جوروتا كوسوغي على موقع ألو سيني (الفرنسية)
- جوروتا كوسوغي على موقع ميوزك برينز (الإنجليزية)
- جوروتا كوسوغي على موقع أول موفي (الإنجليزية)
- جوروتا كوسوغي على موقع ديسكوغز (الإنجليزية)
- جوروتا كوسوغي على موقع قاعدة بيانات الفيلم (الإنجليزية)
- جوروتا كوسوغي على موقع كينوبويسك (الروسية)
- جوروتا كوسوغي على موقع ANN person (الإنجليزية)

ko;코스기 쥬로타